# Шутєв Іван Михайлович
Іван Михайлович Шутєв — народний художник України, учень Й. Бокшая і А. Ерделі.
Іван Шутєв народний художник України, учень Й. Бокшая і А. Ерделі. Входить до когорти закарпатських майстрів натюрморту. Різножанровий пейзажист. На його полотнах — гірські панорами рідних митцю Карпат і узбережжя Північного моря, села верховини і міські краєвиди Ужгород, Будапешт, Москва, Бухари, Самарканда.
Увіковічнив для нащадків майже всі старовинні дерев'яні церкви Закарпаття.